# Коган Лев Рудольфович
Лев Рудольфович Коган (1885 — 1959) —  літературознавець, бібліотекознавець.

## Життєпис
Л. Р. Коган народився 26 травня 1885 року в Одесі у єврейській, русифікованій, родині.
Його батько був відомим в Одесі інженером-технологом. Середню освіту отримав у 1894–1903 роках у 5-й одеській гімназії, де виявив особливі успіхи у вивченні давніх мов та математики. 
У 1903–1908 роках навчався на  історико-філологічному факультеті Імператорського Новоросійського університету. Найбільший вплив на становлення його поглядів мали професори-історики Е. Штерн і І. Линниченко та історик літератури В. Лазурський. Брав участь у студентському русі, очолював театральну комісію студентів Імператорського Новоросійського університету.
Не зважаючи на отримання золотої медалі за студентський твір, його не залишили в аспірантурі, адже він відмовився прийняти православ'я. Симпатизував розвитку української мови та культури, захоплювався українським театром. Викладав в одеських гімназіях, доповідав на засіданнях одеських літературно-артистичного та історико-філологічного товариств (був дійсним членом педагогічного відділу цього товариства). В Одесі вийшли друком перші праці. Активну роль відіграв в єврейському національному русі в Одесі, брав участь у роботі комісії з розслідування одеського погрому 1905 року, публікував брошури на захист прав євреїв, виступав з доповідями. Очолював опозицію в Одеському товаристві поширення просвітництва серед євреїв, яка критикувала безініціативність керівництва. Мав вплив на формування особистості одеського історика С. Борового, якому викладав у комерційному училищі Х. І. Гохмана. 
З 1924 року був директором Одеської державної наукової  бібліотеки. Одночасно з 1925 року керував бібліотечни відділом Одеської губернської політосвіти.
У 1924 - 1927 роках виколадав російську літературу в Одеському інституті народної освіти, а у 1927 - 1928 роках - в Харківському інституті народної освіти. Інституті педагогіки.
З 1928 року працював у Ленінграді, викладав у комуністичному політико-освітньому інституті ім. Н. К. Крупської, обіймаючи посаду професора. У 1932 році  став першим завідувачем кафедри історії літератури.
В 1936 році  без захисту дисертації за сукупністю опублікованих робіт присуджений науковий ступінь кандидата філологічних наук. Присвоєно вчене звання доцента.
В 1930 роках обирався депутатом Леніградської міської ради депутатів трудящих.
В роки нацистської навали перебував в евакуації. З 1942 року завідував кафедрою російської літератури Казахського державного університету.
З 1945 року працював в Ленінградському бібліотечному інституті імені Н. К. Крупської, був деканом факультеті дитячіх та юнацьких бібліотек.
Володів французькою, німецькою, італійською, голландською, грецькою та латинською мовами.
Помер у Ленінграді 26 червня 1959 року.

## Наукова діяльність
Відомість у науці здобув як дослідник життя та творчості О. С. Пушкіна, М. Є. Салтикова-Щедріна, О. М. Островського. Приділяв велику увагу одеському періоду життя О. Пушкіна. У рукописі залишилась його докторська дисертація, присвячена одеському періоду життя О. Пушкіна. Спеціалісти визнають цю працю найгрунтовнішим дослідженням цього питання. У працях зібраний великий, до цього недостатньо відомий науковцям, фактичний матеріал про біографію цих видатних письменників та поетів. Історик намагався простежити еволюцію ідей митців, вплив на їх творчість різноманітних шкіл та напрямків. Простежував не лише суто літературні аспекти, але й пов'язував літературний процес з загальноісторичним.
Залишив інформативні спогади про одеські сторінки своєї біографії, про життя викладачів та студентів  Новоросійського університету.

#### Праці
- Введение в методику обучения грамоте: Для педагогических классов женских гимназий/ Л. Р. Коган. – Одесса: Тип. Н. Гальперина, 1911. – 16 с.
- Госпожа Сталь и французский романтизм/Л. Р. Коган. – Воронеж: Тип. Н. Кравцов и К., 1911. – 212 с.
- История одной анкеты (К вопросу о детских идеалах)/Л. Р. Коган. – Одесса: Тип. Н. Гальперина, 1912. – 28 с.
- Элементарный курс теории словесности. – Одесса: Труд, 1914. –  192 с.
- Десятичная классификация/Л. Р. Коган. – Харьков: Госиздат Украины, 1924. – IV, 148 с.
- Библиотечная работа с художественной литературой/ Л. Р. Коган. – Л.: Огиз – Прибой, 1931. – 208 с.
- Пушкин в переводах Мериме («Пиковая дама»)/Л. Р. Коган// Пушкин. Временник Пушкинской комиссии. – Вып. 4-5. – М.-Л.: АН СССР, 1939. – С. 331 – 356.
- Летопись жизни и творчества А. Н. Островского/Л. Р. Коган. – М.: Госкультиздат, 1953. – 408 с.

## Нагороди
- Грамота Президії Верховної Ради Казахської РСР.